# セシルのもくろみ
『セシルのもくろみ』（英: Cecile's Plot）は、唯川恵による日本の小説。光文社刊の女性雑誌『STORY』に2008年から2010年まで連載されたのち、2010年2月に光文社より単行本が刊行された。2013年4月11日には光文社文庫版が刊行された。
なお、題名の“セシル”とは、フランスの小説家・フランソワーズ・サガンの小説『悲しみよこんにちは』の主人公・セシルが由来。
2017年7月期にフジテレビ系でテレビドラマ化された。

## あらすじ
専業主婦・宮地奈央は、ある日、人気女性ファッション誌「ヴァニティ」の編集デスクに偶然、読者モデルとしてスカウトされる。当初は自分とは合わない世界だと思っていたが、世間から人気を集めていく。

## テレビドラマ
2017年7月13日から9月7日までフジテレビ系「木曜劇場」枠にて放送された。全9回。主演は真木よう子。

### キャスト
モデル
- 宮地奈央（女性ファッション誌「ヴァニティー」読者モデル、惣菜屋のパートタイマー店員） - 真木よう子
- 宮地伸行（奈央の夫） - 宇野祥平
- 宮地宏樹（奈央・伸之の息子） - 佐藤瑠生亮
- 森 泰生（奈央の学生時代からの友人） - 加藤雅人
- 浜口由華子（「ヴァニティー」専属のカリスマモデル） - 吉瀬美智子
- 安永舞子（「ヴァニティー」元専属モデル。現在はテレビコメンテーター） - 長谷川京子
- 坂下葵（新人主婦モデル） - 佐藤江梨子
- 小田萌子（新人主婦モデル） - 藤澤恵麻
- 手島 レイナ（「ヴァニティー」専属のモデル） - 芦名星（第4話 - ）

「ヴァニティー」編集スタッフ
- 南城彰（編集長） - リリー・フランキー
- 石井修也（副編集長） - 眞島秀和
- 黒沢洵子（編集デスク） - 板谷由夏
- 沖田江里（編集担当者・ライター） - 伊藤歩
- 平井早紀（ファッションライター） - 石橋けい
- 小池雅美（若手編集者） - 小野ゆり子
- 山上航平（専属カメラマン） - 金子ノブアキ
- 安原トモ（ヘアーメークアーティスト） - 徳井義実
- 登坂千絵（スタイリスト） - 伊藤修子

ゲスト
第1話
- 阿川佐和子
- 君島十和子
- 澤穂希
- 稲沢朋子

第2話
- 浜口和真 - 神尾佑
- 浜口淑江 - 赤座美代子

第3話
- 浜口瞬 - 吉澤太陽

第7話
- 平林貴志（後任のヴァニティー編集長） - 石田佳央

第8話
- 平林貴志（後任のヴァニティー編集長）- 石田佳央
- ハナちゃん ‐ 大方斐紗子

第9話
- 平林貴志（後任のヴァニティー編集長） - 石田佳央

### スタッフ
- 原作 - 唯川恵『セシルのもくろみ』（光文社文庫刊）
- 脚本 - ひかわかよ
- 音楽 - 井筒昭雄
- 主題歌 - 夜の本気ダンス『TAKE MY HAND』（Getting Better Records）
- プロデュース - 太田大、金城綾香、浅野澄美
- 演出 - 澤田鎌作、並木道子、高野舞
- 制作 - フジテレビ第一制作センター
- 制作協力  - FCC

### 放送日程
| 話数                                                                        | 放送日  | サブタイトル                                                        | 演出     | 視聴率 |
| --------------------------------------------------------------------------- | ------- | ------------------------------------------------------------------- | -------- | ------ |
| 第1話                                                                       | 7月13日 | この夏最も華やかな女達の生きる道!幸せ比べ競争                       | 澤田鎌作 | 5.1%   |
| 第2話                                                                       | 7月20日 | 誰も知らないトップモデルの裏の顔                                    | 澤田鎌作 | 4.5%   |
| 第3話                                                                       | 7月27日 | 女王の深い闇と知りすぎた女                                          | 並木道子 | 4.8%   |
| 第4話                                                                       | 8月03日 | 不倫暴露でドロドロ ヤバい女達の乱闘開幕 平手打ちに罵り合い!絶句の夜 | 高野舞   | 4.4%   |
| 第5話                                                                       | 8月10日 | 女の友情､永遠に…涙の岸辺                                            | 澤田鎌作 | 3.8%   |
| 第6話                                                                       | 8月17日 | ついに変身!美しくなった私…第二章へ                                  | 並木道子 | 3.7%   |
| 第7話                                                                       | 8月24日 | 恐怖の新女王降臨!地獄のトークショー                                 | 高野舞   | 4.4%   |
| 第8話                                                                       | 8月31日 | 恐怖!女王の晩餐会 悪夢の宴                                          | 並木道子 | 5.3%   |
| 最終話                                                                      | 9月07日 | 最終回!5人の女の生きる道                                            | 澤田鎌作 | 4.3%   |
| 平均視聴率 4.5%（視聴率はビデオリサーチ調べ、関東地区・世帯・リアルタイム） |         |                                                                     |          |        |

### スピンオフドラマ
『セシルボーイズ』（CECILE BOYS）のタイトルで、2017年7月27日（7月26日の深夜）から放送。全5話。

キャスト
- 中田圭祐
- 遠藤史也
- 水石亜飛夢
- 井上翔太
- 宮沢氷魚

スタッフ
- 監督 - 二宮健
- プロデュース - 太田大、橋爪駿輝、浅野澄美（FCC）、萩原里枝（THINKR）
- 主題歌 - 夜の本気ダンス「BIAS」（Getting Better Records）
- 制作協力 - THINKR
- 制作著作 - フジテレビジョン

放送日程
- 第1話：2017年7月27日（7月26日の深夜）3時5分 - 3時15分
- 第2話：2017年8月3日（8月2日の深夜）3時5分 - 3時15分
- 第3話：2017年8月10日（8月9日の深夜）2時55分 - 3時5分
- 第4話：2017年8月17日（8月16日の深夜）2時55分 - 3時5分
- 第5話：2017年8月24日（8月23日の深夜）3時40分 - 3時50分

| フジテレビ系 木曜劇場                                 | フジテレビ系 木曜劇場                       | フジテレビ系 木曜劇場                    |
| 前番組                                                | 番組名                                      | 次番組                                   |
| ----------------------------------------------------- | ------------------------------------------- | ---------------------------------------- |
| 人は見た目が100パーセント （2017年4月13日 - 6月15日） | セシルのもくろみ （2017年7月13日 - 9月7日） | 刑事ゆがみ （2017年10月12日 - 12月14日） |